# Magyar Hárfás Trió
A Magyar Hárfás Trió (angolul: Hungarian Harp Trio, gyakori írásmóddal: Magyar Hárfástrió) 1950 és 1982 között működő magyar kamaraegyüttes. Több mint egy tucat európai országban szerepeltek és számos rádiós, televíziós és lemezfelvételt készítettek. Hangszerösszeállításuk és műsoruk új lehetőségeket tárt fel a kamarazenélés terén.

## Tagok
- Sz. Molnár Anna (?) – hárfa[1]
- Vermes Mária (1923-2018) – hegedű
- Szeredi-Saupe Gusztáv (1909-1988) – brácsa, viola d’amore

## Története
Molnár Anna hárfás Szeredi-Saupe Gusztáv felesége volt. Az együttes 1950-ben alakult. Megalapításához Camille Saint-Saëns Fantázia hegedűre és hárfára című darabjának a közös előadása adta az ötletet, illetve jó néhány klasszikus hegedű-brácsa darab. 1957-ben Molnár Anna meghívást kapott Hollandiába, Vermes és Szeredi pedig próbajáték után hároméves szerződést kapott a Német Demokratikus Köztársaságba. A helyi zenei intézet munkatársai lettek, Vermes a Martin Luther Universität (Halle/Wittenberg) docense és a hallei Händelfestspiel Orchester szóló-koncertmestere is. Megbízásuk végül 1971-ig, tizennégy éven át tartott.
Nemzetközi karrierjük Németországban, Belgiumban és Hollandiában indult még az ötvenes években. Idővel szinte minden európai országba eljutottak, évente 50-60 koncertet adtak. Utazásaik között gyakran látogattak haza Magyarországra is. 1964-ben meghívást kaptak a hollandiai van Beinum Alapítvány által megrendezett Hárfás Hétre, melyet Phia Berghout hárfás vezetett. A rendezvény Európa egyik legfontosabb hárfás eseménye volt. A trió modern műveket, felerészben magyar alkotásokat adott elő.

## Repertoár
Kezdetben főleg olyan barokk darabokat játszottak, ahol a billentyűs hangszereket hárfával lehetett helyettesíteni, a hárfa a continuo szerepét kapta. Kifejezett céljuk volt a három hangszer nyújtotta ritka hangzás kihasználása és a korhű megszólalás. A viola d’amore ezért is került a műsorba. Később bővült a repertoárjuk és félezer év zenéjét játszották a reneszánsztól a modernig. A kortárs zeneszerzők közül többek között Balassa Sándor, Farkas Ferenc, Vaclav Felix, Kósa György, Maros Rudolf, Szokolay Sándor és Percy Young írt zenét kifejezetten az együttesnek. 1965-ben már hatvan nekik dedikált művel rendelkeztek, repertoárjuk pedig 120 műből állt.

## Külső hivatkozások
- V. I.: A Magyar Hárfástrió. Muzsika, 1958, 1. évf., 10. sz. (Hozzáférés: 2019. április 30.)
- Beszámoló a Magyar Hárfástrió külföldi sikereiről. Ország-Világ, 1959, 3. évf., 8. sz. (Hozzáférés: 2019. április 30.)

- Magyar Hárfás Trió. HarpPost blog. (Hozzáférés: 2019. április 30.)